# 佐藤守保
佐藤 守保は、香港の建設設計監理・建設コンサルタントオフィスである、XS4 ML7R OFFICEの元代表である。
XS4 ML7R OFFICEは、現在：中国国内で诶克司诶司佛贸易有限公司:建設諮詢部:となっている。
http://xs4ml7r.com
一級建築士、1級建築施工管理技士であり、中国でのプロジェクトは工場建設が多く,マンション不動産開発にも携わっていた。アセアン,東南アジア,中東,アフリカ等のODAプロジェクト等にも関わっている。
学術面では建築学会でのトヨタウッドューホーム技術研究所での実験研究論文や世界民族建築国際会議での阪神淡路大震災の調査論文の発表、京都国際建築技術専門学校（現：大学校）講師として、建築士資格試験テキスト（共著）の執筆等がある。
異型アンカーボルトやローム層土、中国の黄土を使用したボードの実用新案特許を持ち、異型アンカーボルトはミャンマー等、東南アジアの後発発展途上国で見る事ができる。　
京都工芸繊維大学の教職課程で単位取得後、工業高等学校教員免許も取得している。上海复旦大学に中国語履修のために一年間入学しており、2007年に中国の北京大学経済学院でMBAコースを修了している。また、西安工程大学段研究室の元非常勤研究員を兼務していた時期がある。